# Serra Grande (Uruçuca)
Serra Grande é um distrito do município brasileiro de Uruçuca, no litoral sul do estado da Bahia. Fica localizado entre Ilhéus e Itacaré. É considerado Patrimônio Natural da Humanidade. É um ponto turístico importante do sul da Bahia, conhecido pela sua beleza natural e praias paradisíacas.

## Geografia

### Bioma
O bioma de Serra Grande é a Mata Atlântica.

### Biodiversidade
Em Serra Grande, há uma grande e importante biodiversidade, sendo reconhecida no mundo.

## Economia
Grande parte da renda de Serra Grande vem do turismo e da produção de cacau.

## Educação
Em Serra Grande há duas escolas: uma de ensino fundamental e uma creche municipal.

## Transporte
O aeroporto mais próximo do distrito é o da cidade de Ilhéus.

## Turismo
Serra Grande é um dos pontos turísticos mais visitados do sul da Bahia. Os turistas são atraídos pelas suas belas praias, paisagens e pelo seu clima tropical. A proximidade com Itacaré também favorece o turismo.

## Praias
Serra Grande tem quatro praias:
- Praia do Sargi
- Prainha
- Praia Pé de Serra
- Praia Pompilho[14]